# گریپیا
گریپیا (نام علمی: Grippia) نام یک سرده از رده خزندگان است.